# Wu-Tang Clan

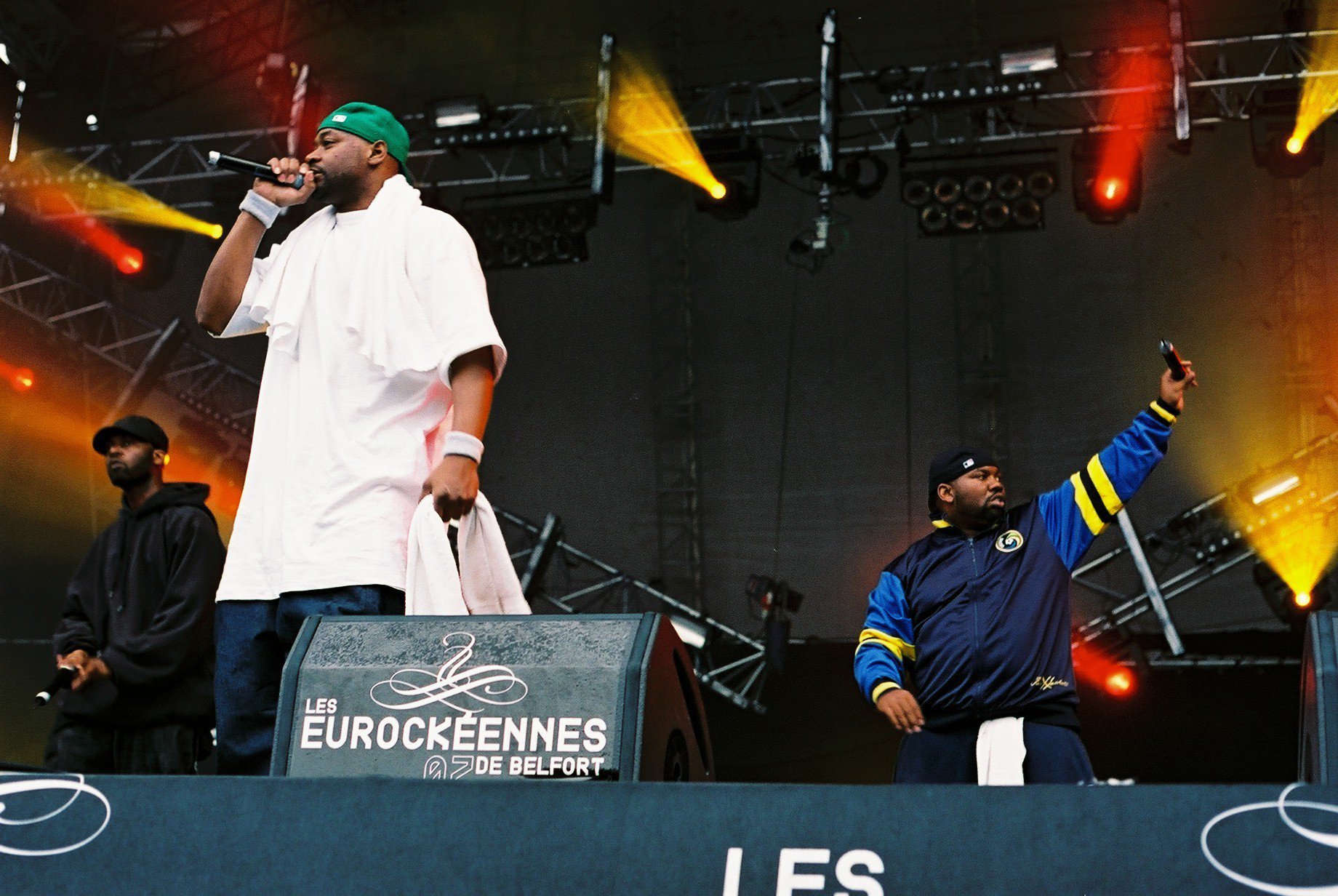
3 membres de Wu-Tang Clan actuant en el festival de música Eurockéennes de Belfort. De esquerra a dreta: Masta Killa, Ghostface Killah i Raekwon.

Wu-Tang Clan és un grup de rap estatunidenc compost per 9 membres (en la seva alineació titular) i creat en Staten Island (New York). És considerat com un dels grups més importants i influents en la història de la música rap i la cultura hip-hop.
Van començar a triomfar a principis dels anys 90, destacant gràcies a la versatilitat i la varietat de registres que s'oferien en el grup. Pioners en un estil peculiar que fusionava la cultura afroamericana més de carrer (allunyant-se de la tendència gangsta del rap en aquells anys) amb elements del kungfu (ficant samples de diàlegs de pel·lícules asiàtiques relacionades amb el tema) sobre beats molt bruts i foscos, que contrastaven amb una època en la qual el so que regnava en les llistes d'èxits musicals era molt disc i alegre. El seu àlbum debut Enter the Wu-Tang (36 chambers) és considerat un dels millors en la història del rap.
Compten amb 6 àlbums d'estudi llançats al mercat i milions de discos venuts, 3 d'ells amb certificats de platí i 1 amb certificat d'or. Van aconseguir crear un gran conglomerat entorn del grup gràcies a 3 factors importants: les carreres en solitari de cadascun dels membres, el reclutament de diversos artistes emergents als quals els van inculcar la filosofia i el so del grup (en el qual anomenen la Wu Fam, més enfocats al rap underground), i finalment, la creació de la marca de roba Wu Wear, amb estampats del logo clàssic del grup.
El 2004 va morir Ol'Dirty Bastard, un dels membres principals del grup. A partir de 2007, Cappadonna va passar a ser miembre oficial del grup.

## Membres
- Robert Diggs a.k.a. RZA: Productor, raper i actor. És considerat el principal fundador i responsable de la idea de Wu-Tang Clan. També és conegut com a Prince Rakeem, Abbott, Rzarector, Bobby Steels i Bobby Digital. Va produir totalment el primer àlbum del grup i la majoria de les cançons dels altres, també va ajudar molt en les produccions dels discos en solitari de cada membre. Ha realitzat diverses produccions musicals (fins i tot bandes sonores senceres) dins del món del cinema: "Ghost Dog: The Way of the Samurai","Blade: Trinity", "Kill Bill", "Afro Samurai"...[5]
- Gary Grice a.k.a. GZA: cosí de RZA i un dels tres fundadors del grup. També és conegut com The Genius. Els dos cosins GZA i RZA es van posar aquests sobrenoms pel so que donava els noms de Genius i Robert fent scratch, els noms es pronuncien així en una paraula. És el membre més antic del grup i el més experimentat, ja que va començar a rapejar al 1976, quan el hip hop encara era un fenomen local de New York. És conegut pel seu flow relaxat, estil deliberat i complex ús de la metàfora, que conté referències a pel·lícules de samurais, escacs i ensenyaments del 5 per cent (moviment que parla sobre la supremacia de la raça negra). Liquid Swords, el seu àlbum debut de Wu-Tang, sovint es considera entre els millors treballs en solitari dels membres del grup, potser solament qüestionat per Raekwon i el seu Only Built 4 Cuban Linx.[6]
- Russell Jones a.k.a. Ol 'DirtyBastard (1968-2004): un dels tres fundadors del grup. Possiblement el membre més excèntric i erràtic del grup, el seu comportament desenfrenat va atreure l'atenció significativa dels mitjans, i amb freqüència de la policia. Era conegut per les seves rimes rares, els seus udols carismàtics, l'estil lleugerament confús i les inflexions vocals impredictibles. ODB va ser un dels membres més populars de Wu-Tang, amb altes vendes i col·laboracions amb gegants de la indústria com Mariah Carey. Va morir al 2004 d'un atac al cor causat per una sobredosi de cocaïna i tramadol.[7]
- Clifford Smith a.k.a. MethodMan: Raper i actor. Al costat d'Ol 'Dirty Bastard, l'artista solista més reeixit dels primers dies,també conegut com a Johnny Blaze. És el membre més jove del Wu-Tang Clan i va ser el primer en llançar un àlbum en solitari anomenat Tical. La seva carrera es va convertir en la més reeixida del grup, mentre mantenia una reputació underground. La seva carrera es destaca per posseir certificats de platí, per les seves vendes, i un Grammy a la millor actuació en duo per I'll Be There for You/You're All I Need to Get By amb Mary J. Blige. És reconegut per la seva veu distintiva i el seu flow suau però brut. També ha tingut una important carrera com a actor amb molts crèdits de cinema i televisió al seu nom, sobretot la popular sèrie, The Wire, on va interpretar al personatge de Cheese Wagstaff. També va actuar en la comèdia How High amb Redman, amb qui també va fer un àlbum el 1999 titulat Blackout! així com la seqüela de 2009 Blackout! 2.[8][9]
- Dennis Cols a.k.a. Ghostface Killah: També conegut com a Tony Starks o Ironman, per la seva admiració al personatge de Marvel. Té un estil de rap molt distintiu, abstracte, enèrgic i emocional i és possiblement el membre més consistent del grup. Va tenir un gran paper en Only Built 4 Cuban Linx de Raekwon. Més tard va llançar el seu àlbum debut Ironman amb gran èxit de crítica. Ha gaudit d'un èxit similar en el transcurs de 12 àlbums en solitari, més que qualsevol altre membre del grup. Com a curiositat, al principi de la seva carrera sempre apareixia amb una màscara en públic.[10][11]
- Jason Hunter a.k.a. InspectahDeck: també conegut comThe Rebel INS o Manifest. Actua com a raper i productor. Va influir significativament en el primer àlbum de Wu-Tang Enter the Wu-Tang (36 Chambers) amb les seves parts en els dos senzills principals Protect Ja Neck i C.R.E.A.M., que finalment van formar les bases per a l'èxit del grup. És considerat per molts fans com el membre destacat de Wu-Tang Forever (el segon disc del grup), encara que els seus últims àlbums en solitari no van poder complir amb les altes expectatives. Inspectah Deck és conegut per la seva capacitat per usar metàfores i lliurar complicats esquemes de rimes. També és un productor reeixit que proporciona ritmes per a molts artistes dins i fora de la família Wu-Tang com Ghostface Killah, Method Man, Big Pun, Prodigy i uns altres.[12]
- Lamont Hawkins a.k.a. U-God: membre fundador amb la seva pròpia carrera en solitari, U-God ha tingut un perfil relativament baix, en part a causa de la seva limitada exposició per haver estat empresonat durant la major part de l'enregistrament de 36 Chambers, en la qual solament va lliurar versos curts sobre "Da mistery of Chessboxin'" i " Protect Ya Neck ". Com Inspectah Deck, va haver d'esperar molt temps per llençar un àlbum en solitari. Se li coneix per oferir versos forts, la seva única veu greu i el seu estil de blaxploitation rap.[13]
- Corey Woods a.k.a. Raekwon: també conegut com "The Chef". Les seves lletres contenen un ús extensiu de l'argot de Nova York (algunes de les quals va inventar), que sovint es presenten d'una manera agressiva i accelerada. També és conegut pels seus vívids relats sobre la riquesa, el poder i el prestigi derivats del comerç il·legal de drogues. Al seu influent àlbum en solitari Only Built 4 Cuban Linx ... se li atribueix sovint l'inici del fenomen del rap mafiós dels anys 90 i en general es considera un dels millors àlbums en solitari per fanàtics i crítics.[14]
- Elgin Turner també conegut com a Masta Killa: era l'únic membre que encara no era un raper experimentat al moment de la formació del grup i GZA es va convertir en el seu mentor durant els seus primers dies amb el grup. En gran part va estar absent en el primer àlbum del grup a causa del seu empresonament, encara que sí va contribuir amb el vers final clàssic a la cançó "Da mistery of Chessboxin". També va tenir versos destacats per Wu-Tang Forever i altres àlbums en solitari. Es considera que té un estil intel·ligent més pausat i amb menys ritme, més parlat. Els fanàtics han elogiat el seu treball en pistes clàssiques de Wu-Tang com "Duel of the Iron Mic", "Snakes" o "Winter Warz". També va ser l'últim a llançar un àlbum en solitari, encara que quan finalment va llançar No Said Date, en general va ser ben rebut i considerat un dels millors llançaments de Wu-Tang posteriors al 2000.[15]
- Darryl Hill àlies Cappadonna: després de créixer com a amic de molts dels membres del Clan, Cappadonna va fer el seu debut com a afiliat del Wu-Tang Clan en el single "Ice Cream" de Raekwon. Va fer la seva primera aparició en un àlbum de Wu-Tang Clan al 1997 en Wu-Tang Forever en el single "Triumph". Després va contribuir significativament al tercer àlbum d'estudi del grup, The W, en el qual les seves aparicions ja no estaven marcades amb "Feat. Cappadonna", com havien estat a l'anterior àlbum. Sempre es va considerar un membre no oficial del grup, però a partir de 2007, amb el llançament de 8 Diagrams, RZA va aclarir que ja es considerava un membre oficial.[4][16]